# Spartaku Tirana
Spartak Tirana – albański klub piłkarski, mający siedzibę w mieście Tirana, stolicy kraju. Od sezonu 2017/2018 występuje w Kategoria e Dytë.

## Historia
Chronologia nazw:
- 1950: Spartaku Tiranë
- 1959: klub rozwiązano
- 2012: IDS Tiranë Spartacus
- 2014: KF Spartak Tirana

Piłkarski klub Spartak Tirana został założony w Tiranie w 1950 roku i reprezentował zawodowe związki pracowników. W 1953 po zwycięstwie w drugiej ligi zdobył awans do pierwszej ligi. W debiutowym sezonie zajął 11.miejsce. Następny sezon zakończył na 14.pozycji i spadł do drugiej ligi. W 1956 wygrał ligę i wrócił do najwyższej klasy rozgrywek. Powrót był nieudanym w 1957 - ostatnie 8.miejsce ponownie zmusiło do spadku. W 1959 po reorganizacji klubów sportowych w Albanii, wielu najlepszych piłkarzy klubu została oddelegowana do 17 Nentori, po czym klub został rozwiązany.
W 2012 klub został reaktywowany jako IDS Tirana Spartacu, a w 2014 ponownie przyjął nazwę Spartak Tirana.

## Sukcesy

### Trofea międzynarodowe
Nie uczestniczył w rozgrywkach europejskich (stan na 31-05-2016).

### Trofea krajowe
| \| \| Zdobyte trofea w rozgrywkach Albanii (stan na: 31-03-2017) \| |                                                            |      |            |
| Rozgrywki                                                           | Osiągnięcie                                                | Razy | Sezon(y)   |
| Mistrzostwo                                                         | I miejsce                                                  | 0    |            |
| Mistrzostwo                                                         | II miejsce                                                 | 0    |            |
| Mistrzostwo                                                         | III miejsce                                                | 0    |            |
| Mistrzostwo                                                         | 8.miejsce                                                  | 1    | 1957       |
| Puchar                                                              | zdobywca                                                   | 0    |            |
| Puchar                                                              | finalista                                                  | 0    |            |
| II liga                                                             | I miejsce                                                  | 2    | 1953, 1956 |
| II liga                                                             | II miejsce                                                 | 0    |            |
| II liga                                                             | III miejsce                                                | 0    |            |
| Albania                                                             | Zdobyte trofea w rozgrywkach Albanii (stan na: 31-03-2017) |      |            |

## Stadion
Klub rozgrywa swoje mecze domowe na stadionie Marko Bocari w Tiranie, który może pomieścić 2500 widzów.